# シャルル・トゥルヌミール

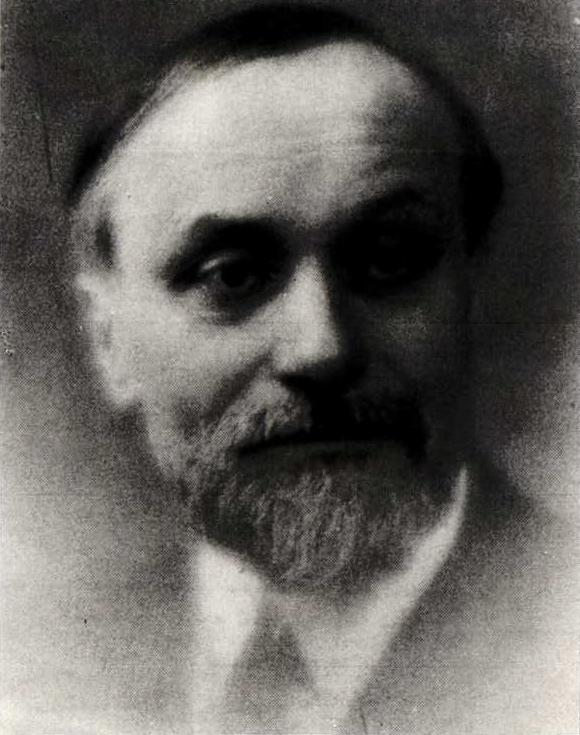
シャルル・トゥルヌミール（1910年）

シャルル・トゥルヌミール（Charles Tournemire, 1870年11月3日、ボルドー - 1939年11月3日、アルカション）は、フランスの作曲家。オルガン奏者として卓越した即興演奏でも有名だった(録音も残っている)。パリ音楽院でセザール・フランクに、スコラ・カントルムでヴァンサン・ダンディに学んだ後にパリ音楽院室内学科で教鞭を執りつつ、聖サント・クロティルド教会のオルガニストに就任した。弟子ではオリヴィエ・メシアン等が知られる。
教会暦のためのオルガン曲集「神秘のオルガン L'Orgue Mystique 」などのオルガン作品のほか、8つの交響曲といくつかの室内楽やピアノ曲を残した。初期の交響曲では、フランク楽派・ダンディ楽派の伝統を汲みながらも、ベルリオーズに立ち返ったかのような標題交響曲を好んで作曲していた。やがて1910年代から、マーラーへの私淑や、同時代フランス音楽の影響が加わり、第一次世界大戦後には、バーバリズムや無調・多調などのモダニズムを反映するようになっている。同様の音楽語法の変化は、オルガン曲やピアノ曲にも見受けられる。

## 主要な作品

### 交響曲
- 交響曲第1番「ロマンティック」作品18
- 交響曲第2番「ウェサン島」作品36
- 交響曲第3番「モスクワ」作品43
- 交響曲第4番「交響的ページ」作品44
- 交響曲第5番「山の上で」作品47
- 交響曲第6番 作品48…聖書に基づく声楽を伴う
- 交響曲第7番「生命の舞曲」作品49…バレエ音楽の要素を取り込んだ、1時間半に及ぶ大曲
- 交響曲第8番「死の勝利」作品51

### 室内楽曲
- 2つのヴァイオリンとピアノのためのソナタ
- チェロソナタ
- ピアノ三重奏曲
- ピアノ四重奏曲
- 3つの小品
- 詩曲
- 嘆き
- 祈りの音楽
- 詩的ソナタ

### オルガン曲
- 3つのコラール
- 3つの詩曲
- 7つのコラール
- 神秘のオルガン
- 交響的幻想曲
- オルガン交響曲
- 神聖な交響曲
- 2つの神聖な大壁画

### ピアノ曲
- ピアノのためのセレナーデ
- 4手ピアノのためのピアノソナタ
- 3つの小品
- 子どもの小品
- サラバンド
- コラール
- 祈り
- ラプソディ
- 神秘的な詩曲
- シャルトルの大聖堂にて
- 小さき「ダニ」のために
- 12の詩的前奏曲
- シャトーヌフ＝ドゥ＝ファウの鐘

### 歌曲
- 3つの歌曲
- アナトール・ル・ブラの歌
- 別離
- ソリチュード
- ヴォカリーズ＝エチュード
- 詩曲
- 叡知の賜物
- 神聖な対話

### 宗教曲
- 詩篇46
- 詩篇57
- 聖ジャンの黙示録
- キリストの受難